# 新論峴駅
新論峴駅（シンノンヒョンえき）は、大韓民国ソウル特別市江南区駅三洞・論峴洞にあるソウル地下鉄9号線と新ソウル鉄道新盆唐線の駅。9号線の駅番号は925、新盆唐線の駅番号はD06。

## 利用可能な鉄道路線
ソウル市メトロ9号線
 9号線 - 駅番号は925
新盆唐線(株)
 新盆唐線 - 駅番号はD06

## 歴史
- 2009年7月24日 - ソウル市メトロ9号線の終着駅として開業。
- 2015年3月28日 - ソウル市メトロ9号線の延伸開業に伴い途中駅となる。
- 2022年5月28日 - 新盆唐線の駅が開業。

## 駅構造

### ソウル市メトロ9号線
島式ホーム1面2線と単式ホーム1面1線の計2面3線を有する地下駅で、上り線外側が一般電車用で上り線内側が急行電車用となっている。下り線は一般電車も急行電車も兼用となっている。いずれもフルスクリーンタイプのホームドアが設置されている。改札口に通じる階段はホーム1面につき2ヶ所、エレベータはホーム1面につき1基ある。
ホームは地下4階、改札口は地下2階に1ヶ所ある。化粧室は改札外に1ヶ所ある。出口は7番まである。
新盆唐線と接続する計画があるため、地下3階に新盆唐線用のスペースを確保した構造となっている。

#### のりば
※案内上ののりば番号は設定されていない。
| 宣靖陵/彦州 ↑ \|12 \| 3 ↓ 高速ターミナル/砂平 | 上り（外側） | 9号線 | 鷺梁津・汝矣島・堂山・開花方面           |
| 宣靖陵/彦州 ↑ \|12 \| 3 ↓ 高速ターミナル/砂平 | 上り（内側） | 9号線 | 急行 鷺梁津・汝矣島・堂山・金浦空港方面  |
| 宣靖陵/彦州 ↑ \|12 \| 3 ↓ 高速ターミナル/砂平 | 下り         | 9号線 | 急行 ・一般 彦州・奉恩寺・総合運動場方面 |

### 新盆唐線
ホーム階は地下5階にあり、相対式ホーム2面2線を有している。保安用にホームドアシステム（フルスクリーンタイプ）を装備する。

#### のりば
- 案内上ののりば番号は設定されていない。

| 上り | 新盆唐線 | 新沙方面                   |
| 下り | 新盆唐線 | 江南・板橋・亭子・光教方面 |

## 利用状況
近年の一日平均利用人員推移は下記のとおり。なお、2009年は開業日の7月24日から12月31日までの161日間の平均である。
江南地区に近く、9号線の駅の中でも利用者が非常に多い。
| 路線  | 路線     | 2009年 | 2010年 | 2011年 | 2012年 | 2013年 | 2014年 | 2015年 | 出典  |
| ----- | -------- | ------ | ------ | ------ | ------ | ------ | ------ | ------ | ----- |
| 9号線 | 乗車人員 | 17,663 | 22,852 | 26,113 | 28,992 | 30,874 | 31,335 | 29,350 | [ 1 ] |
| 9号線 | 降車人員 | 17,447 | 22,025 | 25,125 | 28,149 | 29,975 | 30,509 | 28,959 | [ 1 ] |
| 9号線 | 乗降人員 | 35,110 | 44,877 | 51,238 | 57,141 | 60,849 | 61,844 | 58,309 | [ 1 ] |

## 駅周辺
- 教保タワー
- 教保文庫 江南店
- KCC 本社
- 江南大路
- 論峴初等学校
- 国技院
- 子供図書館（朝鮮語版）
- ノボテル アンバサダー ソウル 江南
- Eマートエブリデイ瑞草洞店

## 隣の駅
ソウル市メトロ9号線
 9号線
急行
高速ターミナル駅 (923) - 新論峴駅 (925) - 宣靖陵駅 (927)
一般（各駅停車）
砂平駅 (924) - 新論峴駅 (925) - 彦州駅 (926)
新盆唐線
 新盆唐線
論峴駅 (D5) - 新論峴駅 (D6) - 江南駅 (D7)